# Daimler-Motoren-Gesellschaft
Daimler-Motoren-Gesellschaft je nekdanja nemška tovarna motorjev in avtomobilov, ustanovila sta jo Gottlieb Daimler in Wilhelm Maybach leta 1890 v Cannstattu. Od leta 1903 je izdelovala avtomobile znamke Mercedes. Zaradi povojne krize nemškega gospodarstva se je združila s tovarno Benz & Cie., s čimer je nastala družba Daimler-Benz, znamka avtomobilov pa je bila preimenovana v Mercedes-Benz. Leta 1998 se je Daimler-Benz združil s tovarno Chrysler v DaimlerChrysler, od leta 2007 pa je ime le še Daimler AG.

## Motošport
Tovarniško moštvo je med sezonama 1901 in 1930 pod imenom Daimler AG nastopilo na 118-ih dirkah za Veliko nagrado, na kateri so dosegli sedem zmag in dvaindvajset uvrstitev na stopničke. 

### Zmage
| Sezona | Dirka                     | Dirkač                   | Dirkalnik      | Poročilo |
| ------ | ------------------------- | ------------------------ | -------------- | -------- |
| 1901   | Nica-Salon-Nica           | Christian Werner         | Mercedes       | Poročilo |
| 1903   | Gordon Bennet Cup         | Camille Jenatzy          | Mercedes       | Poročilo |
| 1908   | Velika nagrada Francije   | Christian Lautenschlager | Mercedes GP    | Poročilo |
| 1914   | Velika nagrada Francije   | Christian Lautenschlager | Mercedes GP    | Poročilo |
| 1921   | Velika nagrada Gentlemena | Giulio Masetti           | Mercedes GP/14 | Poročilo |
| 1924   | Targa Florio              | Christian Werner         | Mercedes PP    | Poročilo |
| 1927   | Velika nagrada Nemčije    | Otto Merz                | Mercedes S     | Poročilo |